# Спаранізе
Спаранізе (італ. Sparanise) — муніципалітет в Італії, у регіоні Кампанія,  провінція Казерта.
Спаранізе розташоване на відстані близько 160 км на південний схід від Рима, 45 км на північ від Неаполя, 24 км на північний захід від Казерти.
Населення — 7489 осіб (2014).
Покровитель — San Vitaliano.

## Демографія
Населення за роками:

Станом на 1 січня 2023 року в муніципалітеті офіційно проживало 628 іноземців з 26 країн, серед них 81 громадянин країн Євросоюзу та 30 громадян України.

## Сусідні муніципалітети
- Кальві-Різорта
- Франколізе
- Піньятаро-Маджоре